# 北湖南路站
北湖南路站是南宁轨道交通5号线的地铁车站，位于中华人民共和国广西壮族自治区南宁市西乡塘区明秀东路、北湖北路与北湖南路交叉口地下，该站于2021年12月16日开通运营。

## 设施

### 结构
本站设有2层，地面为出入口，地下一层为站厅，地下二层为5号线月台。
| 地面     | 出入口                      | 出入口                      |
| 地下一层 | 大堂                        | 客服中心、商店、自助服務    |
| 地下二层 |                             | █ 5号线列車往国凯大道站方向 |
| 地下二层 | 島式月台                    |                             |
| 地下二层 | █ 5号线列車往金桥客运站方向 |                             |